# Jerzy Galiński (marszałek)
Jerzy Galiński herbu Rawicz – chorąży orszański w 1765 roku, marszałek konfederacji radomskiej.

## Życiorys
W załączniku do depeszy z 2 października 1767 roku do prezydenta Kolegium Spraw Zagranicznych Imperium Rosyjskiego Nikity Panina, poseł rosyjski Nikołaj Repnin określił go jako posła właściwego dla realizacji rosyjskich planów na sejmie 1767 roku, poseł powiatu orszańskiego na sejm 1767 roku.
W 1768 roku wyznaczony ze stanu rycerskiego do Asesorii Wielkiego Księstwa Litewskiego. 